# ثيودور جودا
ثيودور جودا (بالإنجليزية: Theodore Judah)‏ هو مهندس ومخترِع أمريكي، ولد في 4 مارس 1826 في بريدجبورت في الولايات المتحدة، وتوفي في 2 نوفمبر 1863 بسبب حمى صفراء.

## وصلات خارجية
- ثيودور جودا على موقع إن إن دي بي (الإنجليزية)